# Alberto Fluvi
Alberto Fluvi (Empoli, 9 ottobre 1958) è un politico italiano.

## Biografia
Inizia l'attività politica da giovane nelle file del Partito Comunista Italiano, con il quale nel 1980 viene eletto consigliere comunale a Empoli (ruolo che ricopre ininterrottamente fino al 1999), dal 1983 al 1990 è anche assessore comunale. Dopo la svolta della Bolognina aderisce al Partito Democratico della Sinistra.
Nel 1994 diventa segretario della Federazione PDS di Empoli, ricoprendo tale ruolo poi dal 1997 per i DS e rimanendo in carica fino al 2001.
Viene eletto per la prima volta alla Camera nel 2001 nella circoscrizione XII (Toscana) con l'Ulivo, nel collegio uninominale di Empoli. Viene riconfermato a Montecitorio anche alle elezioni politiche del 2006 e poi a quelle del 2008. Da tale anno ricopre l'incarico di capogruppo del Pd alla commissione Finanze. Conclude il proprio mandato parlamentare nel 2013.